# خانقاه شمس‌الدین برهانی
خانقاه شمس الدین برهانی اثری تاریخی مربوط به دوره قاجار است و در شهرستان مهاباد، بخش مرکزی، روستای برهان واقع شده و این اثر در تاریخ ۱۷ اسفند ۱۳۸۱ با شمارهٔ ثبت ۷۷۳۶ به‌عنوان یکی از آثار ملی ایران به ثبت رسیده است.